# 波希米亞 (紐約州)
波希米亞（英語：Bohemia）是位於美國紐約州薩福克縣的普查規定居民點。

## 人口
根據2020年美國人口普查的數據，波希米亞的面積為22.38平方千米，當中陸地面積為22.29平方千米，而水域面積為0.09平方千米。當地共有人口9852人，而人口密度為每平方千米440.21人。